# Rôle du sel dans l'histoire de la Chine

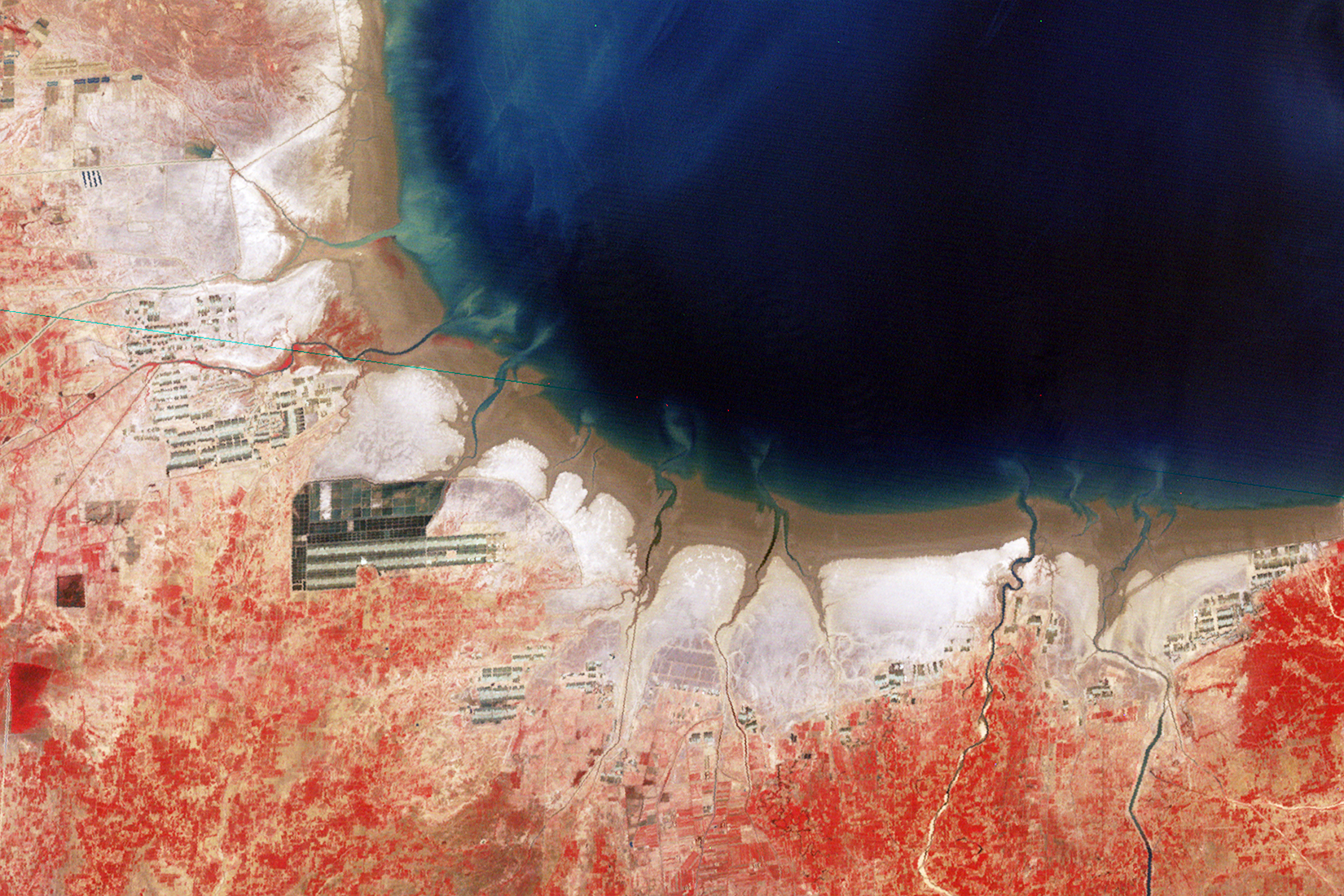
Aquaculture et production de sel dans la Baie de Bohai - Vue de l'espace en 1979.

Le sel, sa production et ses taxes ont joué un rôle clé dans l'histoire de la Chine, dans son développement économique, et dans les relations entre l'État et la société. L'appât du gain procuré par les bénéfices dégagés par le sel a conduit à des innovations technologiques et à de nouvelles façons d'organiser le capital. Le débat sur les politiques gouvernementales du sel firent ressortir des positions contradictoires sur la nature du gouvernement, la richesse privée, les relations entre riches et pauvres, alors que l'administration de ces politiques du sel constituait un test pratique pour évaluer la compétence d'un gouvernement.
Parce que le sel est une nécessité vitale, ses taxes (souvent appelées gabelle) reposaient sur une base large et pouvaient être fixées à un faible taux ou au contraire constituer l'une des sources les plus importantes des recettes publiques. Dans les premiers temps, les gouvernements collectaient des revenus en gérant directement la production du sel et ses ventes. Après des innovations dans le milieu du VIIIe siècle, les bureaucraties impériales sécurisèrent ces revenus en vendant des licences sur les droits de commercialisation du sel à des commerçants qui le revendaient ensuite sur les marchés de détail. Le trafic de sel privé a persisté parce que le sel de monopole était plus cher et de moindre qualité, et les bandits locaux et les chefs rebelles prospéraient grâce à la contrebande du sel. Au fil du temps, cependant, ce système basé sur une supervision par la bureaucratie et sur une gestion privée a dégagé des revenus décroissants, arrivant en second rang après la taxe foncière, avec des variations régionales considérables ; ce système a connu des remaniements périodiques, mais il est resté en place jusqu'au milieu du XXe siècle.
Le sel a également joué un rôle dans la société et la culture chinoise. Le sel est l'un des « sept nécessités de la vie » mentionnées dans les proverbes et le salé est l'une des cinq saveurs qui forment la base cosmologique de la cuisine chinoise. Song Yingxing, auteur du traité du XVIIe siècle, L'Exploitation des œuvres de la nature a expliqué le rôle essentiel du sel :
« De la même manière qu'il y a cinq phénomènes météorologiques, il existe aussi cinq goûts dans le monde… Un homme ne souffrira pas de s'abstenir pendant une année entière de sucré, d'acidité, d'amer ou de piquant ; mais privez-le de sel pendant une quinzaine de jours, et il sera trop faible pour ficeler un poulet…… »

## Types de sel et distribution géographique

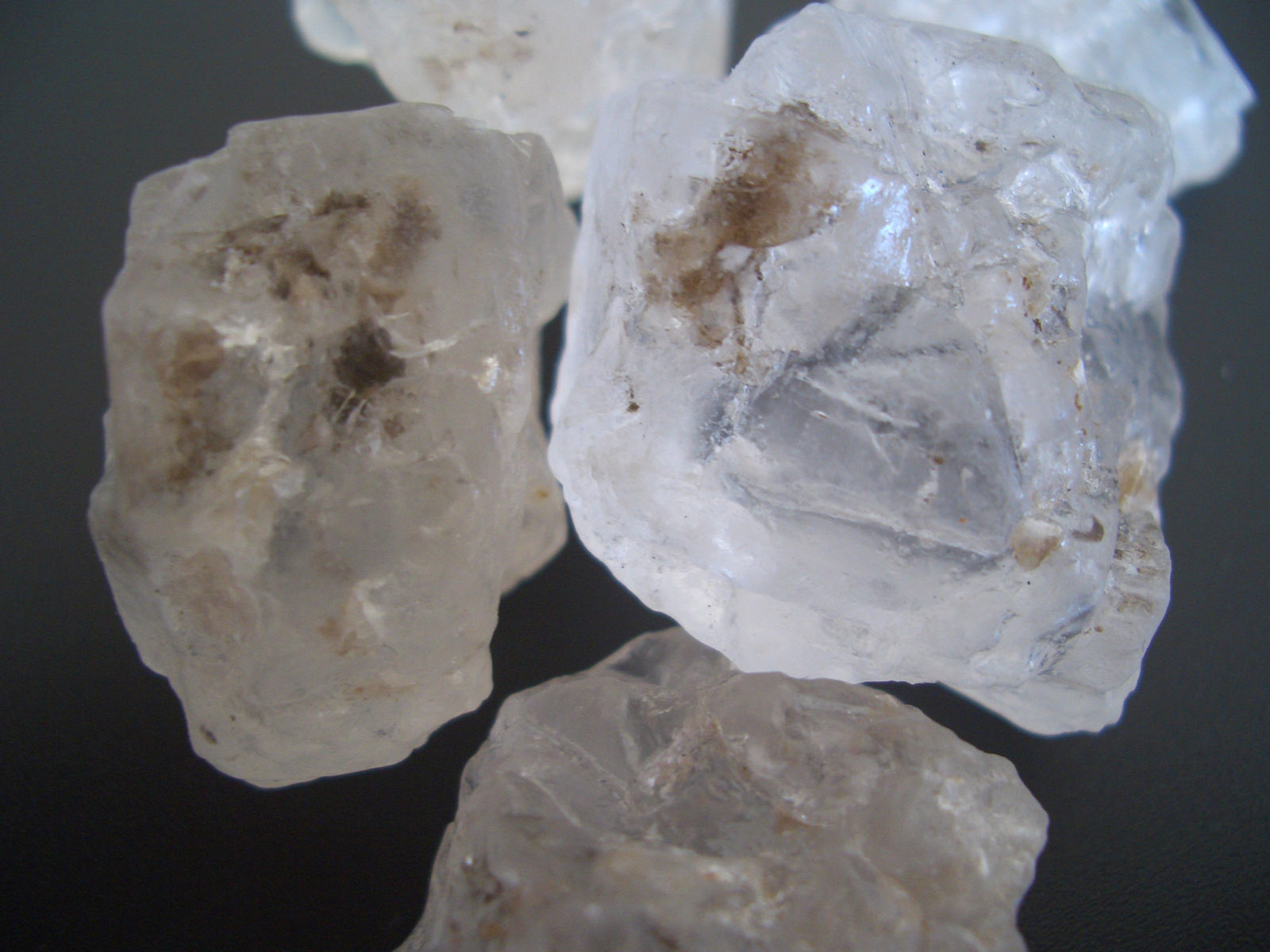
Gemmes de sel lacustre, provenant du lac salé de Jilantai en Mongolie intérieure.

Les auteurs traditionnels et modernes s'accordent sur le fait qu'il existe au moins cinq types différents de sel dans les différentes régions composant la Chine actuelle :
- Le sel de mer (chinois simplifié : 海盐 ; chinois traditionnel : 海鹽 ; pinyin : hǎiyán) : c'est la source d'approvisionnement la plus importante. Dans les premiers temps, les marais salants côtiers et insulaires utilisaient des chaudrons tout d'abord en terre, puis en fer, afin de porter à ébullition l'eau de mer et la transformer en sel. Au IIIe siècle avant notre ère, les travailleurs filtraient l'eau de mer à travers des lits de cendres ou de sable dans des fosses pour produire une saumure destinée à être bouillie ou évaporée par le soleil. Sous la dynastie Ming, les marais salants du nord du Jiangsu et de la côte est de Changlu, dans baie de Bohai, près de l'actuelle Tianjin, devinrent les plus grands producteurs de sel et à la fin du XIXe siècle fournissaient environ 80 % de sel de la Chine. Au cours du XXe siècle, des évaporateurs industriels vinrent remplacer ces marais salants côtiers[2]
- Le sel souterrain (井盐/井鹽 ; jǐngyán) : il est produit principalement dans le Sichuan le plus célèbre étant celui de Zigong, mais aussi dans une certaine mesure dans le Yunnan. La technique de forage de puits profond perce le sol jusqu'à des piscines de sel souterraines, parfois jusqu'à une profondeur de 800 mètres, ce qui dégage aussi le gaz naturel nécessaire pour le faire bouillir[3]. Cependant, même à la fin du XIXe siècle, le Sichuan ne produisait que 8 % de la production totale chinoise [2].
- Le sel lacustre (池盐/池鹽; chíyán) : il est produit à partir de lacs d'eau salée en Chine occidentale et en Asie centrale en utilisant les mêmes techniques d'évaporation que pour l'eau de mer[4]
- Le sel terrestre (土盐/土鹽; tǔyán) :  on le trouve dans le sable des lits asséchés des anciennes mers intérieures dans les zones occidentales, et extrait par rinçage pour produire de la saumure[4].
- Le sel gemme (岩盐/岩鹽; yányán) : il est récolté dans des grottes dans les préfectures de Shaanxi et Gansu. Song Yingxing, l'auteur scientifique de la dynastie Ming, explique que dans ces préfectures il n'y avait ni sel de mer, ni sel de puits, et que les gens trouvaient « des grottes rocheuses capables de produire par elles-mêmes un sel dont la couleur rouge était la même que celle de la terre. Les gens pouvaient le récolter en grattant, sans avoir besoin de le raffiner[1]. »

## Dans la Chine ancienne

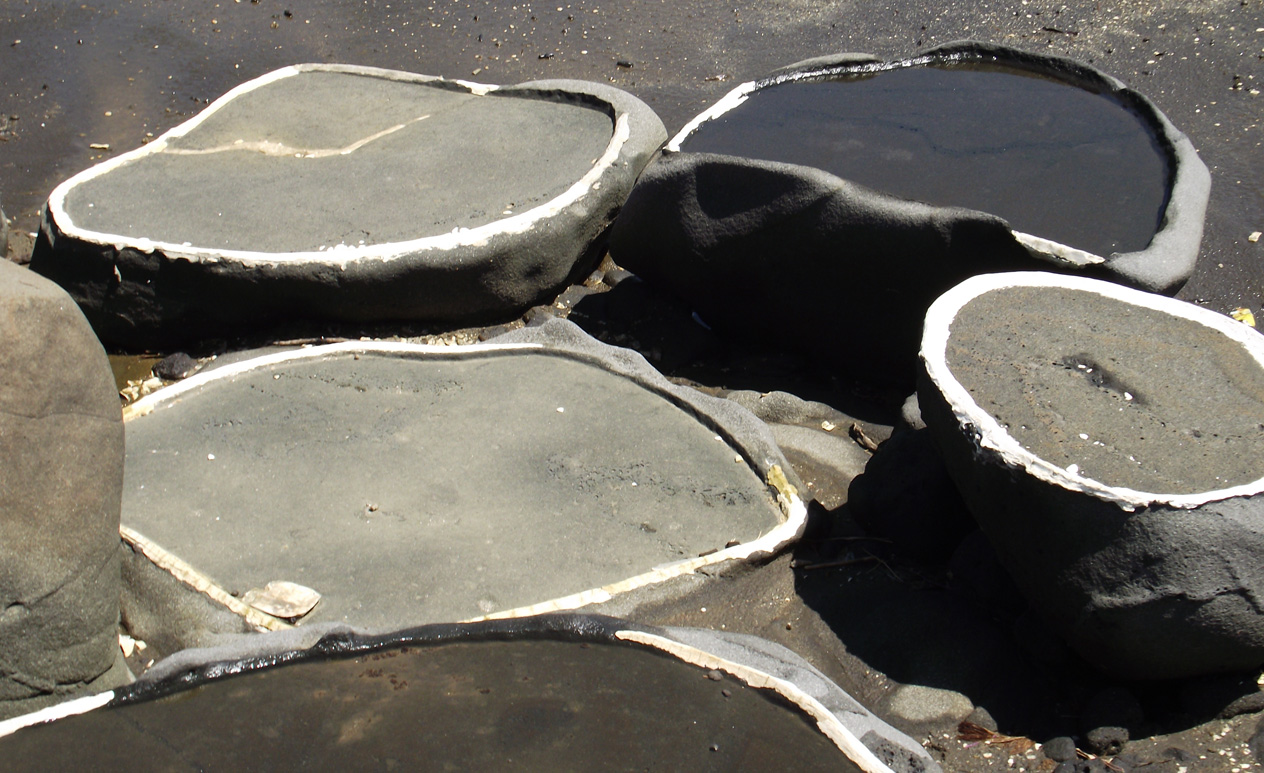
Jarres d'évaporation en pierres, dans les anciennes salines de Yangppu, sur l'île de Hainan

Plus d'une douzaine de sites sur la côte sud-ouest de la baie de Bohai montrent qu'il y a plus de 6000 ans au cours du Néolithique, sous la culture Dawenkou il existait déjà une production de sel à partir de saumure souterraine. Dans la même région, à la fin de la dynastie Shang (environ 1600 à 1046 av. J.-C.), le sel était produit à grande échelle, et ramené à l'intérieur des terres dans des jarres appelées « vaisseaux en forme de casques » (  kuixingqi  盔 形 器). Ces jarres pourraient avoir servi d'unités de mesure standard dans le commerce et la distribution de sel . Des os oraculaires font mention de « sous-officiers du sel » (  lou xiaochen  鹵 小臣), ce qui suggère qu'il existait sous les Shang des fonctionnaires affectés à la supervision de la production et de l'approvisionnement en sel. Le plus ancien rapport existant sur la production de sel dans ce qui est maintenant la Chine est un texte datant d'environ 800 av. J.-C., qui signale que la beaucoup plus ancienne (et peut-être mythique) dynastie Xia réduisait l'eau de mer en sel. Il y a des rapports fiables de l'utilisation de jarres d'évaporation en fer lors du Ve siècle avant notre ère. Les États premiers installaient souvent leur capitale à proximité de sources disponibles de sel, une caractéristique que l'on retrouve dans la localisation de ces capitales à des périodes ultérieures.
À la fin du IIIe siècle av. J.-C. Li Bing, un fonctionnaire de l'expansionniste et innovante dynastie Qin, outre son rôle dans l'organisation du système d'irrigation de Dujiangyan, découvrit que les bassins de sel qui avaient été utilisés pendant des siècles étaient en réalité alimentés en profondeur par le sous-sol, à partir des restes d'une ancienne mer intérieure. Il ordonna d'abord que les bassins soient creusés plus profondément, puis d'y construire des puits, et enfin que les forages les plus étroits et les plus efficaces soient submergés. À la fin du IIe siècle, les ouvriers avaient mis au point un système de vannes de cuir et de tuyaux de bambou qui conduisaient à la fois la saumure et du gaz naturel, lequel était brûlé pour faire bouillir cette saumure (la technique développée pour la tuyauterie en bambou fut ultérieurement appliquée dans le réseau domestique).
Avant l'unification de la Chine en 221 avant J.-C., le sel était largement produit et commercialisé ; et il servait de moyen de paiement auprès des tribunaux des États régionaux. L'Encyclopédie Guanzi, une compilation de textes de la dynastie Han datée du IVe siècle av. J.-C., comprend une discussion peut-être apocryphe entre le philosophe — et premier ministre — Guan Zhong et le duc Huan de l'État de Qi sur la proposition d'un monopole du sel. Le dialogue portait sur deux aspects : la question de  l'efficacité des taxes et des questions morales sur la nature du gouvernement. Guan Zhong faisait valoir que les impôts directs créaient un ressentiment parmi les gens, mais il vantait les impôts indirects, tels que ceux sur le sel et le fer :

« Si vous deviez décider de collecter un impôt per capita sur tout le monde, adultes et enfants, les gens protesteraient certainement très fort et avec colère contre vous. Par contre, si vous contrôlez fermement la politique de la taxation du sel, les gens ne pourront pas s'y soustraire, même si le bénéfice résultant est cent fois plus élevé. »

La très dirigiste dynastie Qin, qui unifia l'empire, et la dynastie Han laissèrent à leur tour la production et la distribution de sel entre les mains des commerçants et des dirigeants locaux. Cependant, les bénéfices de ceux-ci rivalisaient en montant avec les revenus du gouvernement central, et exonérait également les saulniers de l'impôt, ce que le gouvernement prit en compte. En 119 avant notre ère, l'empereur Han Wudi cherchait les moyens de financer ses politiques expansionnistes, et à la demande de ses conseillers légistes, décréta le sel et le fer comme des monopoles d'État. Une cinquantaine de fonderies furent établies ; elles employaient chacune des centaines voire des milliers de forçats ou travailleurs réquisitionnés.
Après la mort de l'empereur Wu, son successeur convoqua en 81 av. J.-C. un débat juridique appelé « Dispute sur le sel et le fer ». Ces débats montrèrent à nouveau l'existence d'une forte différence de conception sur le rôle du gouvernement. Les légistes, — ou peut-être plus exactement les réformistes — firent valoir qu'il était plus du rôle de l'État que de celui des commerçants privés d'organiser les échanges et de réaliser des bénéfices. Pour les moralistes confucéens au contraire, le mieux était un gouvernement minimaliste, et la réalisation de bénéfices par l'État revenait à voler le peuple et à saper la morale : « le commerce favorise la malhonnêteté ». Les légistes gagnèrent le débat, et le sel fournit une grande partie des recettes publiques pour le reste du règne des Han.
Après la chute des Han au IIe siècle, la faiblesse des États suivants ne permit pas de faire respecter le monopole de manière fiable ;  les Sui et les premiers Tang comptèrent plutôt sur les impôts fonciers.
 (mars 2016).